# 1290
1290 (MCCXC) var ett normalår som började en söndag i den julianska kalendern.

## Händelser

### Juli
- 18 juli – Edict of Expulsion utvisar hela Englands judiska befolkning från landet.

### Hösten
- September eller oktober – Den nu sjuåriga prinsessan Margareta, som 1286 har valts till regerande drottning av Skottland, påbörjar nu överfarten från Norge, där hon har befunnit sig hos sin far Erik prästhatare fram tills nu. Hon avlider dock i Orkney, utan att ha satt sin fot på skotsk mark och utan att ha blivit krönt i Scone, varför hon inte alltid räknas som skotsk regent. När den skotska Dunkeldätten därmed är helt utdöd utbryter en tronföljdskris i Skottland och inte förrän i slutet av 1292 får Skottland en ny kung.

### December
- 18 december
  - Den svenske kungen Magnus Ladulås avlider på Näs slott på Visingsö. Efter sin död förs han till Stockholm och begravs i Riddarholmskyrkan, en symbolisk handling, som visar att rikets politiska centrum nu ligger i Mälardalen.[1]
  - Hans son Birger Magnusson, som redan har utsetts till tronföljare, blir kung av Sverige, men då han är omyndig får han en förmyndarregering, ledd av marsken Torgils Knutsson.

### Okänt datum
- Påven utser Åbobiskopen Johannes till ny svensk ärkebiskop.
- Sveriges första helgeandshus grundas i Uppsala. Grundaren är Andreas And. Helgeandshus var dåtidens fattig- och sjukhus.
- Troligtvis sammanställs "Skänningeannalerna" i Skänninges dominikanerkloster detta år. De behandlar åren 1208-1288.
- Andreas III blir kung i Ungern.

## Födda
- Anna av Böhmen, drottning av Böhmen
- Konstantia av Portugal, drottning av Kastilien
- Margareta av Burgund, drottning av Frankrike och drottning av Navarra

## Avlidna
- 21 maj – Johan Odulfsson, svensk ärkebiskop 1281–1284
- 8 juni – Beatrice Portinari
- September eller oktober – Margareta, regerande drottning av Skottland sedan 1286
- 28 november – Eleonora av Kastilien, drottning av England sedan 1272 (gift med Edvard I)
- 18 december – Magnus Ladulås, kung av Sverige sedan 1275 (död på Visingsö)

### Fotnoter
1. ↑  Det hände i dag